# موریس تیلور
موریس تیلور (انگلیسی: Morry Taylor؛ زادهٔ ۲۸ اوت ۱۹۴۴) سیاستمدار و کارآفرین اهل ایالات متحده آمریکا است، که در سال ۱۹۹۳ شرکت تایتان تایر را تأسیس کرد.